# Епархия Кабинды (Ангола)
Епархия Кабинды (лат. Dioecesis Cabindana) — епархия Римско-Католической церкви с центром в городе Кабинда, Ангола. Епархия Кабинды входит в митрополию Луанды. Кафедральным собором епархии Кабинды является церковь Пресвятой Девы Марии Царицы Мира.

## История
2 июля 1984 года Иоанн Павел II издал буллу «Catholicae prosperitas», которой учредил епархию Кабинды, выделив её из архиепархии Луанды.

## Ординарии епархии
- епископ Paulino Fernandes Madeca (2.07.1984 — 11.02.2205)
- епископ Filomeno do Nascimento Vieira Dias (11.02.2005 — 8.12.2014), назначен архиепископом Луанды
  - Sede Vacante

## Источник
- Annuario Pontificio, Libreria Editrice Vaticana, Città del Vaticano, 2003, ISBN 88-209-7422-3
- Булла Catholicae prosperitas  (лат.)